# فحسه
فحسه (عربی: فحسة، آوانگاری: Fahsa) نوعی غذای یمنی است که از گوشت گوسفند و سلته تهیه می‌شود. ادویه و حلبه (نوعی چاشنی که از شنبلیله تهیه می‌شود) پس از پخت به آن افزوده می‌شود.